# Айдахо-Фолс (аэропорт)
Аэропо́рт Айда́хо-Фолс (англ. Idaho Falls Regional Airport), также известен как Фэннинг-Филд (англ. Fanning Field), ― аэропорт в городе Айдахо-Фолс, Айдахо. Этот аэропорт ― второй по пассажиропотоку в штате.

## Терминал аэропорта
Нынешний терминал был построен в 1959 году. В 2020 году началась реконструкция, заключающаяся в сооружении двух новых выходов на посадку и переноса зоны досмотра и регистрации.